# اسکامندر

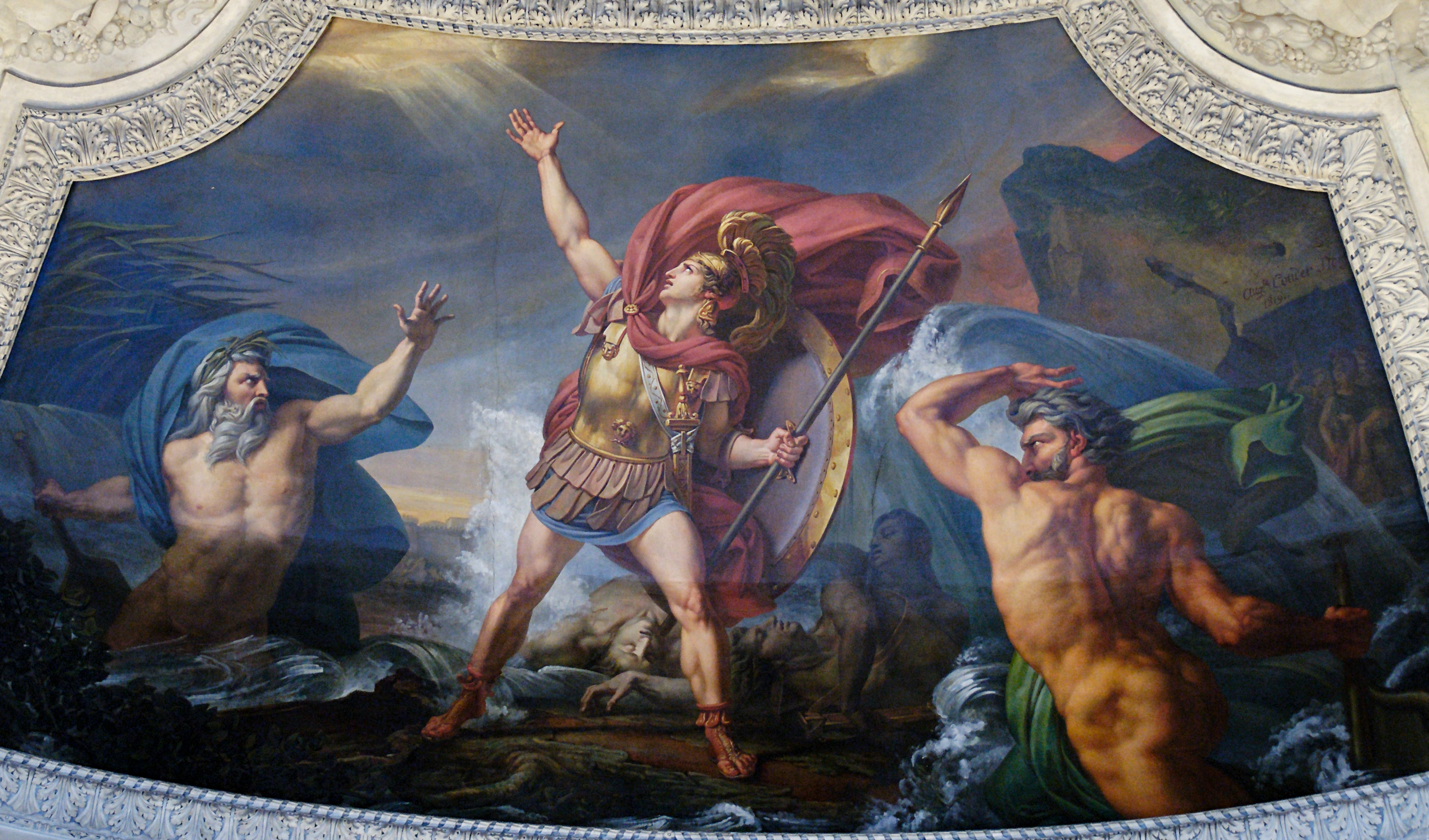
نبرد آشیل علیه اسکامندر و سیموئیس اثر آگوست کودر، ۱۸۱۹.

اسکامندر (یونانی باستان: Σκάμανδρος) خدای رودخانه ای در اسطوره‌شناسی یونانی بود. به گفته هزیود، اسکامندر پسر اوکئانوس و تتیس (اسطوره) است.او گاهی به عنوان پسر زئوس توصیف می‌شود.او پدر شاه توسر بود که همسر و مادر شاه توسر نیز ایدائا بود. همچنین از او به عنوان پدر گلوسیا، عاشق دیماخوس یاد شده‌است. زانتوس به عنوان پدر اوریتمیس شناخته شد که پلوپس و نیوبه را برای تانتالوس به دنیا آورد. استریموس یا روئوس، همسر لائومدون، پادشاه تروآ (شهر) را نیز به عنوان دخترش می‌گفتند.